# Course germano-britannique aux armements navals

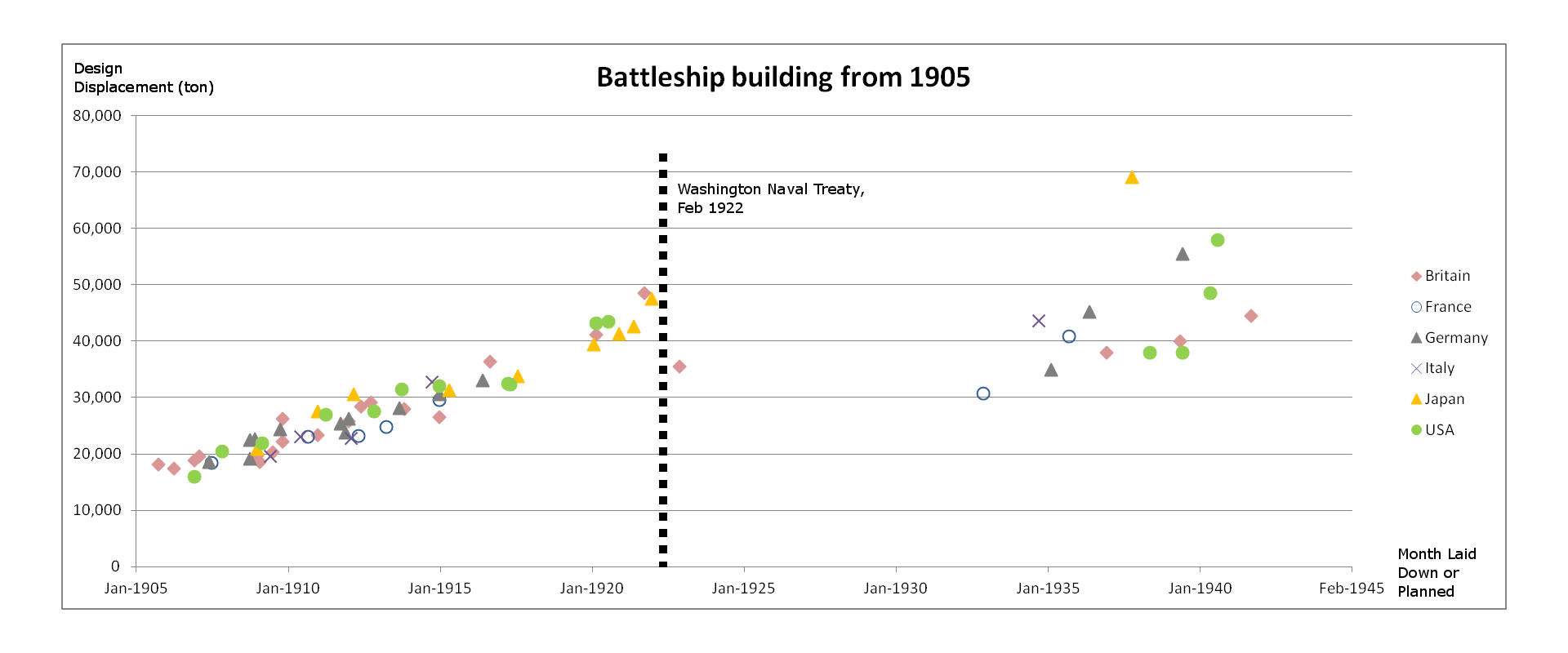
La taille et la puissance des cuirassés augmentèrent rapidement, avant, pendant et après la Première Guerre mondiale, résultats de la compétition dans le domaine de la construction navale entre grandes puissances, au rang desquelles se trouvaient la Grande-Bretagne et l'Allemagne. Elle prit fin avec les traités de Versailles et de Washington.

La course germano-britannique aux armements navals désigne la rivalité qui opposa l'Empire allemand et le Royaume-Uni pour s'assurer la suprématie navale au début du XXe siècle, et ce, tandis que la construction de navire de guerre connaissait d'importants bouleversements. Cette forte concurrence, génératrice de tensions, précéda la Première Guerre mondiale et apparaît comme l'une de ses nombreuses causes. Loin d'être un cas isolé, cette course aux armements concerna aussi d'autres pays qui émergeaient comme grandes puissances, tels le Japon ou les États-Unis, et, dans une moindre mesure, certains pays d'Amérique du Sud.

## Contexte
À la fin du XIXe siècle, le Royaume-Uni disposait de la plus grande flotte au monde. En Allemagne, à la même période, le kaiser Guillaume II se montrait favorable à l'expansion de la marine de guerre allemande en accord avec la volonté de faire de son pays une puissance coloniale. Son secrétaire d'État de l'office du Reich à la Marine, le grand-amiral Alfred von Tirpitz, partageait ses vues et se fit le promoteur de quatre lois navales entre 1898 et 1912 visant à augmenter considérablement la flotte de haute mer allemande. L'objectif allemand était de construire une flotte qui aurait une taille correspondant au 2/3 de celle de la marine britannique. Cette politique s'explique aussi par le fait qu'en mars 1897, le ministère britannique des Affaires étrangères, à la suite de l'invasion britannique du Transvaal, avait menacé de placer les côtes allemandes sous blocus et d'asphyxier l'économie du Reich si celui-ci choisissait d'intervenir dans le conflit sud-africain. Depuis 1905, la marine britannique élaborait des plans pour un tel blocus qui était un élément central de la stratégie britannique.

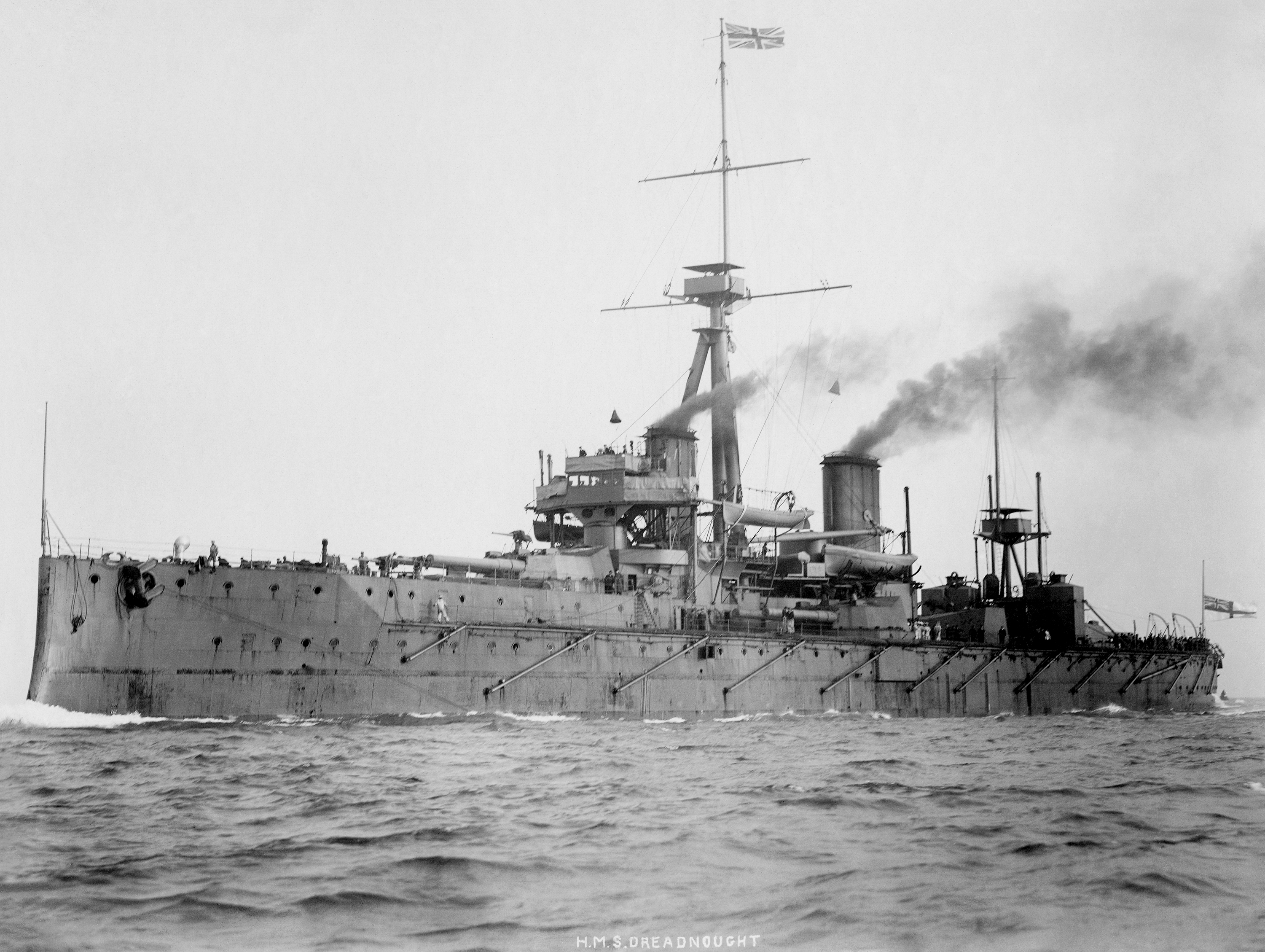
HMS Dreadnought, le navire qui causa le pic de la course aux armements navale anglo-allemande, tout en suscitant d'autres courses au dreadnought à travers le monde.

En réaction à ce défi à sa suprématie navale, de 1902 à 1910, la Royal Navy lança son propre programme d'expansion pour contrer les Allemands. Cette compétition se centra sur un genre nouveau de navire avec pour modèle le HMS Dreadnought, lancé en 1906. dont les caractéristiques techniques en faisaient une révolution pour l'époque.
En 1913, il y eut un débat interne intense[Où ?] sur les nouveaux navires en raison de l'influence croissante des idées de John Fisher et de l'augmentation des contraintes financières. Il est maintenant généralement admis par les historiens qu'au début du milieu de 1914, les Allemands adoptèrent une politique de construction de sous-marins à la place de nouveaux cuirassés et destroyers, abandonnant en pratique le standard habituel dans les deux marines, mais gardant cette nouvelle politique secrète afin que les autres puissances tardassent à faire de même.

## La course

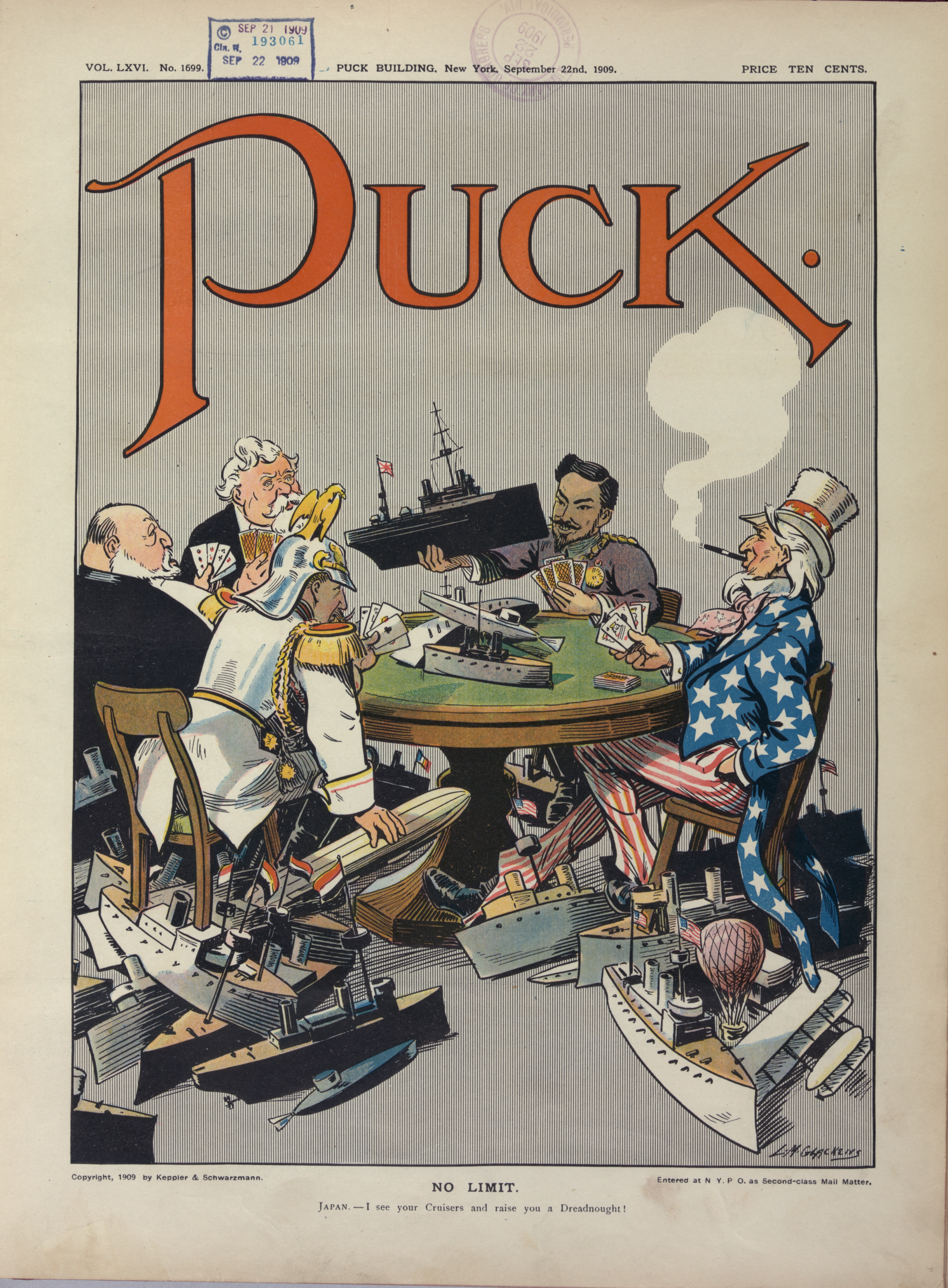
Dessin datant de 1909 dans Puck montrant les cinq nations engagées dans la course navale.

La course navale entre la Grande-Bretagne et l'Allemagne engendra un énorme soutien du public dans chaque pays. En pleine course, le public britannique inventa le slogan « Nous en voulons huit et nous n'attendrons pas ! », faisant référence au nombre de cuirassés que le gouvernement voulait construire, passant des six initialement prévus à huit, en 1908. Sûr du soutien d'une opinion publique des plus favorables, le gouvernement britannique réévalua à la hausse son programme de construction navale.
La politique de défense britannique était de s'assurer que la marine avait au moins la taille correspondant à la somme de celles des deux autres plus grandes marines comme le voulait la doctrine du Two-power standard. Ce n'était pas le cas alors que la guerre approchait, à cause des contraintes financières et logistiques, et en raison de la vitesse d'expansion de la marine allemande et de la marine des États-Unis. La Grande-Bretagne se vantait, cependant, de disposer de la plus grande et la plus puissante marine du monde lorsque la guerre éclata en 1914.
La Grande-Bretagne réussit à construire le Dreadnought en seulement 14 mois et au début de la Première Guerre mondiale, elle avait 49 cuirassés, là où les Allemands n'en possédaient que 29. Bien que la course navale continuait, il était économiquement impossible pour les Allemands de combler l'écart avant l'éclatement plus que probable d'un conflit. En 1905, la Grande-Bretagne comptait 44 cuirassés qui étaient coûteux à entretenir et la course aux armements ne menaçait déjà plus sa suprématie. Cela influença la décision de rejoindre la Triple-Entente.
En 1912, le chancelier allemand Bethmann Hollweg mit fin à la course aux armements navals. Son but était de parvenir à un accord avec les Britanniques pour mettre fin à l’isolement de l'Allemagne. En outre, la taille croissante de l'armée russe obligeait les Allemands à dépenser plus d'argent dans leur armée et donc moins pour leur marine. Du côté britannique, la coalition libérale au pouvoir depuis 1906 se divisait sur la question des crédits militaires. Les radicaux souhaitaient la fin de l'escalade. Le premier Lord de l'Amirauté, Winston Churchill, proposait en avril 1912 des « vacances navales » (naval holiday). Ce climat de détente conduisit les Britanniques à envoyer à Berlin, dès février 1912, la Mission Haldane (en) pour sonder les Allemands en vue d'un potentiel accord. L'Allemagne proposa un traité dans lequel elle accepterait la supériorité navale britannique en échange d'une neutralité britannique dans une guerre dans laquelle l'Allemagne ne pouvait pas être considérée comme l'agresseur. Cette proposition fut rejetée par la Grande-Bretagne. Pour les Britanniques, il n'y avait rien à gagner avec un tel traité, car leur supériorité navale était déjà assurée. Par ailleurs, le ministre britannique des Affaires étrangères, Sir Edward Grey, était en faveur d'une politique de fermeté à l'égard de l'Allemagne.
| Pays | Effectifs | Cuirassés de type Dreadnoughts | Tonnage   |
| --- | --------- | ------------------------------ | --------- |
| Russie | 54 000    | 4                              | 328 000   |
| France | 68 000    | 10                             | 731 000   |
| Grande-Bretagne | 209 000   | 29                             | 2 205 000 |
| TOTAL (Entente) | 331 000   | 43                             | 3 264 000 |
| Allemagne | 79 000    | 17                             | 1 019 000 |
| Autriche-Hongrie | 16 000    | 3*                             | 249 000   |
| TOTAL (Empires centraux)                                                                                              | 95 000    | 20                             | 1 268 000 |
| TOTAL (toute puissance confondue)                                                                                     | 426 000   | 63                             | 4 532 000 |
| *Le 4e n’était pas encore en service. (Source: Niall Ferguson, The Pity of War, New York, NY: Basic Books, 1999. 85.) |           |                                |           |